# Minuend

El nombre de fruites és el minuend i les eliminades es el substrahend

El minuend, en una resta, és la quantitat a la qual ha de treure's (o restar) una altra, que s'anomena subtrahend.
Així, a a − b = c, el minuend és a, el subtrahend és b i la resta o diferència és c. Per exemple, si jo pago amb un bitllet de cinc euros i em tornen tres euros, el minuent són els cinc euros que he donat, el subtrahend són els dos que m'han tornat i la diferència són els dos euros, cinc menys tres, que he pagat amb aquesta transacció.

## Comprovar la diferència
Si passem a sumar el subtrahend (S), a l'altre membre:
m = s + d
Ara si sumem "M" als dos costats, ens quedaria que:
2m = m + s + dj